# Campeonato Mundial de Atletismo Sub-20 de 2016 - Revezamento 4x400 m masculino
A prova dos 4x400 metros masculino do Campeonato Mundial de Atletismo Sub-20 de 2016 ocorreu entre os dias 23 e 24 de julho em Bydgoszcz, na Polônia. 

## Recordes
Antes desta competição, os recordes mundiais e do campeonato nesta prova eram os seguintes:
|     | Nacionalidade  | Tempo   | Local    | Data                |
| --- | -------------- | ------- | -------- | ------------------- |
| WJR | Estados Unidos | 3:01.09 | Grosseto | 18 de julho de 2004 |
| CR  | Estados Unidos | 3:01.09 | Grosseto | 18 de julho de 2004 |
| WJL | Alemanha       | 3:08.52 | Mannheim | 26 de junho de 2016 |

## Medalhistas
| Ouro                                                                                      | Prata                                                                        | Bronze                                                                                                   |
| Estados Unidos · Champion Allison · Ari Cogdell · Kahmari Montgomery · Wilbert London III | Botswana · Omphemetse Poo · Baboloki Thebe · Karabo Sibanda · Xholani Talane | Jamaica · Anthony Carpenter · Sean Bailey · Terry Ricardo Thomas · Christopher Taylor · Aykeeme Francis* |

*Atletas que competiram apenas nas eliminatórias

## Cronograma
Todos os horários são locais (UTC+1).
| Data        | Hora  | Evento        |
| ----------- | ----- | ------------- |
| 23 de julho | 11:45 | Eliminatórias |
| 24 de julho | 17:50 | Final         |

## Resultados

### Eliminatórias
Qualificação: Os 3 primeiros de cada bateria (Q) e os 2 tempos mais rápidos (q). 
| Posição | Bateria | Nacionalidade     | Atletas                                                                          | Tempo   | Notas                |
| ------- | ------- | ----------------- | -------------------------------------------------------------------------------- | ------- | -------------------- |
| 1       | 1       | Botswana          | Omphemetse Poo, Baboloki Thebe, Karabo Sibanda, Xholani Talane                   | 3:03.75 | Q, WJL               |
| 2       | 1       | Japão             | Kazuki Matsukiyo, Naoki Kitadani, Yoshiro Watanabe, Mizuki Obuchi                | 3:07.59 | Q,                   |
| 3       | 2       | Estados Unidos    | Champion Allison, Ari Cogdell, Kahmari Montgomery, Wilbert London III            | 3:07.87 | Q,                   |
| 4       | 2       | Alemanha          | Manuel Sanders, Julian Wagner, Fabian Dammermann, Marvin Schlegel                | 3:08.50 | Q,                   |
| 5       | 1       | Jamaica           | Anthony Carpenter, Sean Bailey, Aykeeme Francis, Terry Ricardo Thomas            | 3:08.80 | Q,                   |
| 6       | 1       | Índia             | Kiran Murugan, Harsh Kumar, Pankaj Pankaj, Amoj Jacob                            | 3:08.89 | q, NJR               |
| 7       | 1       | Trinidad e Tobago | Joshua St. Clair, Dwight St Hilare, Judah Taylor, Kashief King                   | 3:08.91 | q,                   |
| 8       | 2       | Itália            | Umberto Mezzaluna, Vladimir Aceti, Brayan Lopez, Alessandro Sibilio              | 3:09.42 | Q,                   |
| 9       | 1       | Polónia           | Mateusz Rzeźniczak, Cezary Mirosław, Kamil Mroczek, Tymoteusz Zimny              | 3:09.42 | Recorde da temporada |
| 10      | 1       | Tailândia         | Nattapong Kongkraphan, Witthawat Thumcha, Phitchaya Sunthonthuam, Vitsanu Phosri | 3:10.08 |                      |
| 11      | 2       | Bélgica           | Alexander Doom, Julian Cobbaert, Dylan Owusu, Gerbrand Huts                      | 3:10.78 | Recorde da temporada |
| 12      | 2       | Letónia           | Ilja Petrušenko, Austris Karpinskis, Valerijs Valinšcikovs, Maksims Sinčukovs    | 3:10.85 | NJR                  |
| 13      | 1       | Canadá            | Nathaniel Mechler, Michael Petersen, Callum MacNab, Nathan Friginette            | 3:12.05 | Recorde da temporada |
| 14      | 2       | Arábia Saudita    | Sultan Hussain Khalufi, Sabir Said Essa, Saeed Hassan Olwani, Ahmed Saleh Mahda  | DSQ     | R163.3(a)            |
| 15      | 2       | Quênia            |                                                                                  | DNS     |                      |

### Final
A prova final foi realizada no dia 24 de julho às 17:50. 
| Posição           | Nacionalidade     | Atletas                                                                  | Tempo   | Notas                |
| ----------------- | ----------------- | ------------------------------------------------------------------------ | ------- | -------------------- |
| Medalha de ouro   | Estados Unidos    | Champion Allison, Ari Cogdell, Kahmari Montgomery, Wilbert London III    | 3:02.39 | WJL                  |
| Medalha de prata  | Botswana          | Omphemetse Poo, Baboloki Thebe, Karabo Sibanda, Xholani Talane           | 3:02.81 | AJF                  |
| Medalha de bronze | Jamaica           | Anthony Carpenter, Sean Bailey, Terry Ricardo Thomas, Christopher Taylor | 3:04.83 | Recorde da temporada |
| 4                 | Japão             | Mizuki Obuchi, Naoki Kitadani, Yoshiro Watanabe, Kazuki Matsukiyo        | 3:07.02 |                      |
| 5                 | Alemanha          | Manuel Sanders, Julian Wagner, Fabian Dammermann, Marvin Schlegel        | 3:08.13 | Recorde da temporada |
| 6                 | Trinidad e Tobago | Joshua St. Clair, Dwight St Hilare, Judah Taylor, Kashief King           | 3:08.28 | Recorde da temporada |
| 7                 | Índia             | Kiran Murugan, Santhosh Tamilarasan, Pankaj Pankaj, Amoj Jacob           | 3:09.14 |                      |
| 8                 | Itália            | Umberto Mezzaluna, Vladimir Aceti, Brayan Lopez, Alessandro Sibilio      | DSQ     | R163.3(a)            |

Legenda
| Recorde mundial       | Recorde mundial (World record)               |                       | Recorde africano                      | Recorde africano (African) |                                           | Q | Classificado por posição (Qualified) |
| Recorde do campeonato | Recorde do campeonato (Championship record)  | Recorde da América    | Recorde da América (Americas)         | q                          | Classificado por melhor tempo (Qualified) |   |                                      |
| Melhor marca do ano   | Melhor marca do ano (World leading)          | Recorde asiático      | Recorde asiático (Asian)              | DNS                        | Não largou (Did not start)                |   |                                      |
| Recorde nacional      | Recorde nacional (National record)           | Recorde europeu       | Recorde europeu (European)            | DNF                        | Não terminou (Did not finish)             |   |                                      |
| Recorde pessoal       | Recorde pessoal do atleta (Personal best)    | Recorde da Oceania    | Recorde da Oceania (Oceania)          | DSQ / DQ                   | Desclassificado (Disqualified)            |   |                                      |
| Recorde da temporada  | Recorde da temporada do atleta (Season best) | Recorde sul-americano | Recorde sul-americano (South America) | NM                         | Sem marca (No mark)                       |   |                                      |